# هاچاکند تازه
هاچاکند تازه روستایی است که در استان اردبیل، شهرستان گرمی، بخش مرکزی، دهستان اجارود شمالی قرار دارد.

## جمعیت
بر اساس سرشماری سال ۱۳۸۵ جمعیت این روستا ۳۵۵ نفر با ۶۴ خانوار بوده‌است.